# Zapori v Sloveniji
V Sloveniji obratuje 6 zaporov (uradno imenovani zavod za prestajanje kazni zapora (ZPKZ)), ki so enakomerno porazdeljeni po slovenskem ozemlju. Skupaj s svojimi dislociranimi oddelki delujejo na 14 lokacijah. Skupna kapaciteta zaporov v letu 2019 je znašala 1339 zaprtih oseb. Vse slovenske zavode nadzira Uprava za izvrševanje kazenskih sankcij RS (UIKS), ki deluje pod okriljem Ministrstva za pravosodje.
Sami zapori se razlikujejo po vrstah zapornikov, ki se tam nahajajo, in po vrsti oddelkov. Tako so zavodi Dob, Koper, Ljubljana in Maribor namenjeni odraslim moškim, zavod Ig je namenjen ženskam, zavod Celje pa je namenjen mladoletnikom in odraslim moškim. V okviru UIKS deluje še prevzgojni dom za mladoletnike Radeče, kamor so napoteni mladoletniki z vzgojnim ukrepom oddaje v prevzgojni dom.

## Pregled

### Zapori z njihovimi podenotami
- Zavod za prestajanje kazni zapora Dob pri Mirni (v Slovenski vasi)

- Polodprti oddelek Slovenska vas
- Odprti oddelek Puščava

- Zavod za prestajanje kazni zapora Ig (za ženske, v gradu Ig)
- Zavod za prestajanje mladoletniškega zapora in kazni zapora Celje
- Zavod za prestajanje kazni zapora Koper

- Oddelek Nova Gorica

- Zavod za prestajanje kazni zapora Ljubljana

- Oddelek Novo mesto
- Odprti oddelek Ig

- Zavod za prestajanje kazni zapora Maribor

- Odprti oddelek Rogoza
- Oddelek Murska Sobota

- Prevzgojni dom Radeče (za mladoletne, v dvorcu Novi dvor)[5]

### Statistični podatki
Leta 2018 je strošek oskrbnega dne znašal 80 € (12 € več kot leta 2017 in največ v obdobju 5 let) oz. 2.480 € mesečno na obsojenca.
Zaporniki
Leta 2018 je bilo v slovenskih zaporih zaprtih skupaj 1353 oseb. Leta 2019 je bilo v slovenskih zaporih v povprečju zaprtih 1435 oseb (od tega 30% tujcev). Povprečna stopnja povratništva za slovenske zapore je znašala 50,6 %.
Med zaporniki prevladujejo storilci kaznivih dejanj zoper premoženje, človeško zdravje, in zoper življenje in telo. Večina jih je obsojena na kazni, krajše od 2 let. Večina tujcev je priprtih zaradi organiziranja nedovoljenih prehodov meje.
Osebje
Leta 2019 je bilo v upravi zapornih zavodov za nedoločen čas zaposlenih 863 javnih uslužbencev (od tega 545 pravosodnih policistov).
Pobegi
Od leta 2005 je število pobegov iz zaporov bistveno upadlo. Med letoma 2014 in 2017 ni bilo pobegov iz slovenskih zaporov. Leta 2018 so bili trije.
Nasilje
Število napadov na osebje zaporov v posameznih letih je znašalo: 23 (v letu 2017), 12 (v letu 2018).
Po navedbah iz leta 2018 je bilo opaženo povečanje uporabe prisilnih sredstev, števila konfliktov med zaporniki in števila odredb odstranitve v poseben prostor. Hkrati je bil opažen upad napadov na osebje.
Ostalo
Leta 2018 je bilo izvedeno 11.040 spremstev zapornikov, od tega okoli 5.007 v zdravstvene ustanove in 4.877 na sodišča.

## Obratovanje
O tem, v katerem od posameznih zaporov bo obsojenec prestajal kazen, odloči sodišče. Obsojenci so razporejeni v nastanitev v zaprtih, polodprtih ali odprtih oddelkih. Zaporniki lahko nosijo lastna oblačila. Zapornikom so zagotovljeni trije obroki dnevno. Pripada jim tudi pravica do telefonskih klicev, pošiljanja in prejemanja dopisov in pošiljk, duhovne oskrbe in do najmanj dveh obiskov tedensko; obiski so glede na varnostno tveganje nadzorovani ali nenadzorovani. V odprtih in polodprtih oddelkih je dovoljena uporaba svetovnega spleta in mobilnih telefonov. Za zapornika se lahko odredi prekinitev prestajanja zaporne kazni (obdobje prekinitve se ne šteje k času prestajanja kazni). Obsojence se lahko tudi pogojno ali predčasno odpusti prestajanja zaporne kazni; o pogojnem odpustu odloča komisija Ministrstva za pravosodje na podlagi prošnje zavoda, o predčasnem odpustu pa odloča direktor zavoda.

### Zaporniško delo
Zaporniki za delo (po navedbah iz 2013) prejmejo med 23 in 248 € plačila (t.i. "nagrade") mesečno. Zaradi ukinitve javnega gospodarskega zavoda Pohorje leta 2014 je brez dela ostala približno polovica zapornikov.
Nekateri zaporniki lahko delajo izven zaporov. Delo zunaj zapora pogosto najdejo v družinskih podjetjih in podjetjih prijateljev in znancev, kar lahko zapornikom omogoča izigravanje pravil.
Zaporniki do zaslužka prihajajo tudi z neformalnimi aktivnostmi zaporniške ekonomije; preprodajanjem droge, ponujanjem telesnega varovanja in spolnih storitev ter dajanje posojil po visokih obrestnih merah.

## Izzivi

### Dotrajanost objektov
Mnogi objekti zapornih zavodov so zastarani in potrebni prenove.

### Prenapolnjenost
Zapori se v Sloveniji soočajo s prenapolnjenostjo. Leta 2011 je Evropsko sodišče za človekove pravice Sloveniji določilo plačilo odškodnine zaradi nezagotavljanja ustreznih bivanjskih pogojev zapornikom. Najbolj prezasedeni so bili leta 2019 zapori v Ljubljani, Kopru, Novem mestu in Novi Gorici. Zaradi sankcioniranja nezakonitih prehodov meje so bili leta 2020 vsi zapori zasedeni prek sprejemljivih kapacitet. Ženski zapori in prevzgojni zavodi se po drugi strani ne soočajo s prezasedenostjo.
Med drugim zaradi nezadovoljstva z neprimernimi bivanjskimi razmerami izhajajoč iz prenapolnjenosti so zaporniki napovedali oz. izvedli že več gladovnih stavk (med drugim že leta 2002 na Dobu).

#### Gradnja dodatnih objektov
Z namenom razbremenitve obstojočih zavodov se v Ljubljani gradi nov objekt, ki bo glede na ocene vseljiv leta 2025. Izgradnja se bo začela predvidoma leta 2021 in končala predvidoma leta 2024, stala pa 72,1 milijona €. V novem objektu bo prostora za 338 oseb, ki bodo vanj prerazporejene iz vseh obstojočih objektov (in ne zgolj Ljubljanskih). Načrtovana je tudi dogradnja ženskega zapora na Igu, ki naj bi se začela leta 2021 in stala 35,9 milijona €.

### Kadrovski primankljaji
Slovenski zaporni zavodi se po navedbah iz leta 2019 soočajo s kadrovskim primankljajem. Leta 2019 so z objavljenimi razpisi iskali 50 dodatnih pravosodnih policistov, po ocenah direktorja UIKS pa bi jih bilo za normalno delovanje potrebno dodatnih 100. Zaradi pomankanja pravosodnih policistov je bilo v letu 2019 odpovedanih skoraj 700 spremstev na sodišča.

### Neenakost med ženskimi in moškimi zaporniki
Zapornice na Igu imajo v primerjavi z moškimi zaporniki manj pravic do telefonskih klicev, elektronske komunikacije, gibanja na prostem, sprejemanja obiskov ter obiskovanja fitnesa, knjižnice, trgovine in pralnice, prav tako pa zapornice za razliko od moških zapornikov niso deležne pravice do obiskovalca čez noč ali do intimnih stikov. Ženske zapornice so v času po koroni dobile tudi tako imenovani apartma, ki je namenjen obiskom čez noč, kamor lahko pride partner obsojenke sam ali z družino. 